# Saint-Julien-des-Points
Saint-Julien-des-Points – miejscowość i gmina we Francji, w regionie Oksytania, w departamencie Lozère.
Według danych na rok 1990 gminę zamieszkiwało 76 osób, a gęstość zaludnienia wynosiła 20 osób/km² (wśród 1545 gmin Langwedocji-Roussillon Saint-Julien-des-Points plasuje się na 825. miejscu pod względem liczby ludności, natomiast pod względem powierzchni na miejscu 1059.).